# Sánchez Ramírez
Sánchez Ramírez ist eine Provinz im Zentrum der Dominikanischen Republik. Die Provinz wurde 1952 von der Provinz Duarte abgespalten. Im Süden der Provinz liegt der Stausee Presa de Hatillo mit einer Wasseroberfläche von 22 km².

## Verwaltungsgliederung
Die Provinz setzt sich aus vier Municipios zusammen:
- Cevicos
- Cotuí
- Fantino
- La Mata